# Skalárně polní temná hmota
V astrofyzice a kosmologii je skalárně polní temná hmota klasické, minimálně interagující skalární pole o němž se předpokládá, že dotváří bilanci temné hmoty.

## Pozadí
Vesmír může být možná urychlován kosmologickou konstantou nebo nějakým jiným pole majícím dlouhodosahové odpudivé účinky. Model musí předpovídat formu pro
rozsáhlé shlukovací spektra, bilanci pro anisotropie reliktního záření na velké a střední úhlové stupnici, a poskytnout soulad se souvislostí světelnosti a vzdálenosti získané z pozorování vysokého rudého posuvu supernov. Modelovaný vývoj vesmíru musí obsahovat velké množství neznámé hmoty, aby souhlasil s pozorováním. Tato hmota má dvě složky studenou temnou hmotu a temnou energii. Každá přispívá k teorii vzniku galaxií a rozpínání vesmíru. Vesmír musí mít kritickou hustotu. Hustota nemůže být vysvětlena pouze baryonickou hmotou.

## Skalární pole
Temná hmota může být modelována jako skalární pole pomocí dvou vhodných parametrů, hmotnosti a vlastní-interakce. V tomto případě se temná hmota skládá z ultralehkých částic s hmotností (10−22) eV, když nemá vlastní-interakci. Pokud je vlastní-interakce povolena pro širší rozsah hmotností, je neurčitost v poloze částic větší, než jejich Comptonova vlnová délka, a pro některé rozumné odhady částic hmoty a hustoty temné hmoty nemá smysl mluvit o jednotlivých polohách a hybnostech částic. Temná hmota je spíše něco jako vlnění než částice a galaktické halo je tvořeno obřími systémy kondenzovaných boseho kapalin, případně supratekutin. Temná hmota může být popsána jako Bose–Einsteinův kondenzát z ultralehkých kvant pole a jako bosonové hvězdy. Obrovská Comptonova vlnová délka těchto částic brání utváření struktur na malých subgalaktických měřítcích, což je hlavní problém v tradičních modelech studené temné hmoty. Kolaps počátečních fluktuací hmoty je studován v Refs.
Tento model temné hmoty je také znám jako BEC model temné hmoty, nebo vlnová temná hmota. Fuzzy temná hmota a ultra-lehké axiony jsou příklady skalárních polí temné hmoty.